# Rami Malek
Pour les articles homonymes, voir Malek.
Rami Malek (/ˈrɑmi ˈmælɪk/), né le 12 mai 1981 à Torrance, est un acteur et producteur américano-égyptien.
Après des prestations remarquées dans diverses productions cinématographiques et télévisées (La Nuit au musée, Twilight, chapitre V : Révélation, partie 2, La Guerre à la maison, L'Enfer du Pacifique), il se fait connaître du grand public avec la série télévisée Mr. Robot, où il incarne Elliot Alderson, ce qui lui permet de remporter le Primetime Emmy Award du meilleur acteur dans une série télévisée dramatique en 2016.
Il accède à la notoriété mondiale en 2018 pour son rôle du chanteur Freddie Mercury dans le film Bohemian Rhapsody. Salué par la critique, Rami Malek remporte une vingtaine de récompenses, dont l'Oscar du meilleur acteur, le Golden Globe du meilleur acteur dans un film dramatique, le British Academy Film Award du meilleur acteur, l'Australian Academy of Cinema Award du meilleur acteur, le Screen Actor Guild Award du meilleur acteur ou encore le Satellite Award du meilleur acteur dans une comédie ou un film musical.
En 2021, il interprète l'antagoniste de James Bond dans Mourir peut attendre de Cary Joji Fukunaga.

## Biographie
Rami Said Malek naît à Los Angeles, en Californie, le 12 mai 1981, de parents égyptiens coptes, Nelly et Said Malek.
Ses parents ont quitté Le Caire en 1978 après que son père, un guide touristique, fut fasciné, au travers d'une rencontre avec des touristes, par cet autre monde qu'il ne connaissait pas. Ils se sont installés dans le quartier de Sherman Oaks à Los Angeles.
Son père est devenu par la suite assureur, tandis que sa mère a travaillé en tant que comptable.
Il a été élevé dans la religion copte orthodoxe et a grandi en parlant arabe à la maison jusqu'à l'âge de quatre ans.
Il a un frère jumeau, Sami Malek, qui est professeur à l'université du Michigan, et une sœur médecin urgentiste prénommée Yasmine,.
Ses parents se sont efforcés de donner à leurs enfants pleinement conscience de leurs racines égyptiennes, par exemple en les réveillant au milieu de la nuit pour qu'ils communiquent en arabe avec les membres de leur famille restés à Samalut, à quelques heures du Caire.
Il déclare avoir passé dans son enfance beaucoup de temps à « créer des personnages et à faire des voix ». Il fréquente l'école secondaire Notre Dame High School à Los Angeles, avec l'actrice Rachel Bilson. L'actrice Kirsten Dunst et lui ont partagé des cours de théâtre musical dans le même établissement.
Ses parents souhaitent qu'il devienne avocat, mais son professeur l'encourage à explorer son talent pour la comédie. Il sort diplômé en 1999. Il obtient en 2003 un baccalauréat en beaux-arts à l'université d'Evansville.

### Vie privée
En 2016 et 2017, il partage sa vie avec l’actrice Portia Doubleday, rencontrée sur le tournage de Mr. Robot.
Entre 2018 et 2023 , il est en couple avec l'actrice Lucy Boynton, rencontrée sur le tournage de Bohemian Rhapsody,.
De 2023 à 2025, il est en couple avec l'actrice Emma Corrin.

## Carrière

### 2004-2007: début de carrière à la télévision et au cinéma
Après ses études universitaires, il travaille en tant que livreur de pizzas et prépare des sandwiches dans un restaurant de Hollywood. Malgré l'envoi de son curriculum vitae à des maisons de production, il a du mal à trouver des rôles, ce qui entraine des crises de dépression et une perte de confiance en lui. Après un an et demi, il reçoit l'appel d’une directrice de casting qui demande à parler à son agent ; il n’en avait pas à l’époque, mais il obtient un rendez-vous avec elle qui débouche sur un premier rôle à la télévision.
Rami Malek commence sa carrière dans des séries télévisées telles que Gilmore Girls, Over There et Médium (Medium). Il devient surtout connu pour avoir joué le jeune homosexuel Kenny dans la série télévisée La Guerre à la maison.
En 2007, il décroche son premier rôle au cinéma dans La Nuit au musée (Night at the Museum) de Shawn Levy. Il joue le rôle du pharaon Ahkmenrah. Il réinterprète son rôle dans la suite du film, un an plus tard.

### 2010-2015: ascension cinématographique et télévisuelle

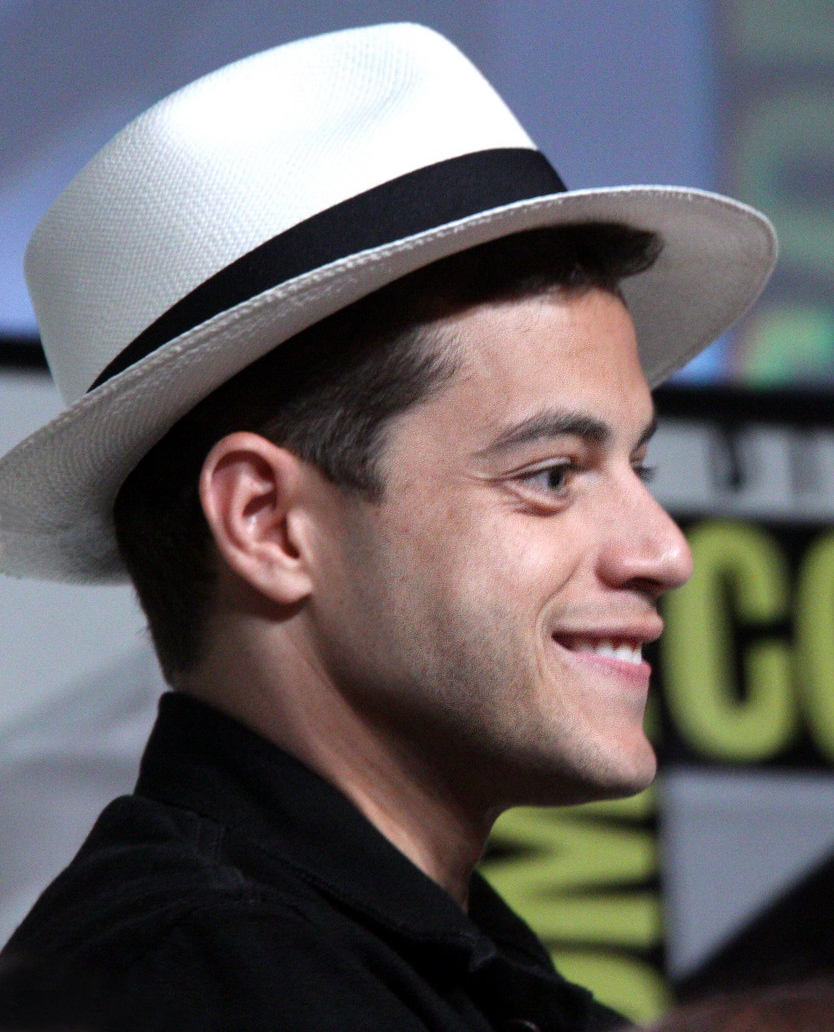
Rami Malek au Comic-Con de San Diego en 2012.

En 2010, il apparaît dans trois épisodes de la huitième saison de la série télévisée américaine 24 Heures chrono (24). La même année, il incarne Meriell « Snafu » Shelton dans L'Enfer du Pacifique, mini-série produite par Tom Hanks et Steven Spielberg et diffusée sur le réseau HBO. Il reçoit des critiques élogieuses pour son interprétation dans la série,. Après l'intensité du tournage de la série, il quitte Hollywood pour partir vivre brièvement en Argentine, mais revient quelque temps après, et annonce qu'il a « trouvé depuis de meilleures façons d'y faire face. » Durant ce tournage, il rencontre l'acteur Tom Hanks, qui est impressionné par son interprétation et qui le mettra par la suite dans son film, Il n'est jamais trop tard.
En août 2010, il est annoncé au casting des deux derniers volets de la saga phénomène Twilight. Il interprète le vampire égyptien Benjamin. En mars 2012, il joue le rôle d'un tueur en série dans le onzième épisode de la série Alcatraz produite par J. J. Abrams.
En 2013, il joue dans les films Les Amants du Texas, States of Grace et Old Boy. L'année suivante, il interprète également le rôle de Finn dans Need for speed de Scott Waugh et joue pour la dernière fois le rôle du pharaon Ahkmenrah, dans le dernier volet de la trilogie La Nuit au musée.
En 2015, il prête sa voix et ses traits à l'un des personnages principaux, Josh Washington, dans le jeu vidéo d'horreur Until Dawn. Le jeu est très bien reçu par la critique et les joueurs. Il est même mentionné que le jeu est la plus grosse surprise de la rentrée 2015, tandis qu'il se classe premier des ventes sur PlayStation 4 en France lors de la semaine de sa sortie.

### Depuis 2015: révélation avecMr. RobotetBohemian Rhapsody

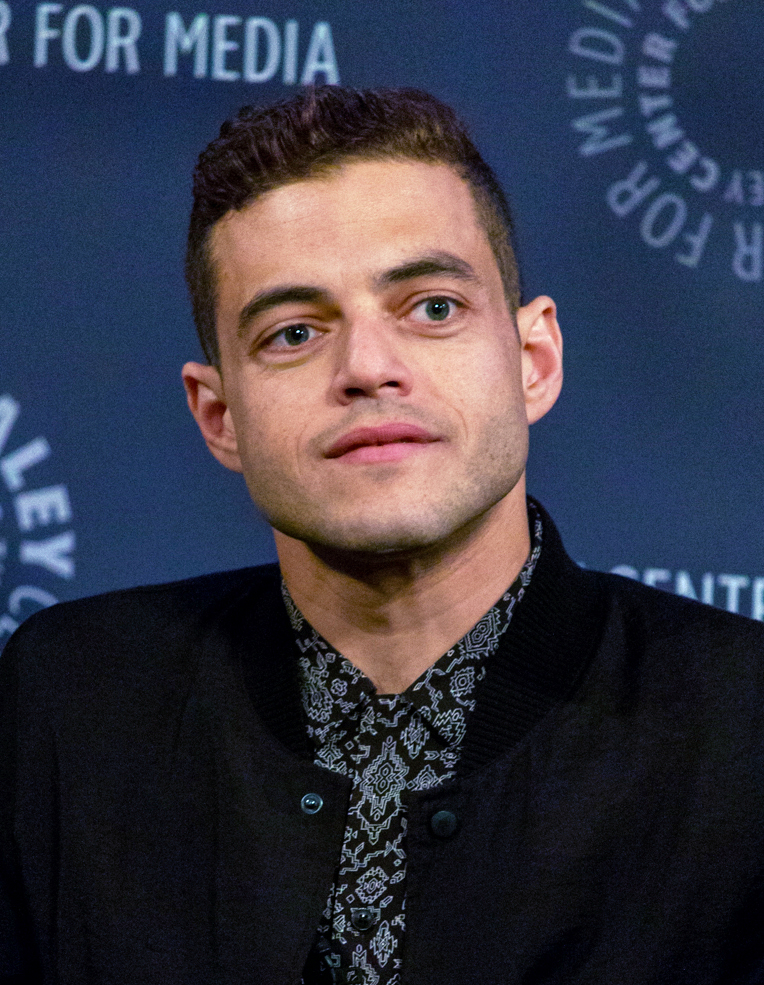
Rami Malek au Paley Center for Media à New York, 2015.

En juin 2015 est diffusée la série Mr. Robot, qui s'inspire de mouvements réels comme Anonymous et Occupy movement, dont Rami Malek tient le rôle du personnage principal, Elliot. Quelques mois plus tard, Malek apparaît dans le jeu vidéo Until Dawn grâce à une modélisation, dans lequel il interprète le personnage de Josh.
En septembre 2016, il décroche l'Emmy Awards du meilleur acteur de série dramatique pour son rôle dans la série Mr. Robot. Durant la même année, grâce à une critique très positive de la série, celle-ci remporte le Golden Globes de la meilleure série dramatique.
En novembre 2016, on apprend que Rami Malek jouerait le célèbre chanteur du groupe Queen, Freddie Mercury, dans le film biographique Bohemian Rhapsody. Pour se préparer au rôle, Malek s'installe à Londres où il dispose d'un coach en dialecte, d'un coach de mouvements et prend des cours de piano et de chant. Chaque jour, afin d'améliorer sa performance, il étudie des vidéos de Mercury, notamment en visionnant la vidéo du concert Live Aid. Il a dû également s'habituer à chanter et à parler avec de fausses dents, qui imitaient la supraclusion du chanteur.

Le film reçoit des critiques mitigées quant à la réalisation et au scénario. En revanche, les différentes critiques s'accordent sur la performance de Rami Malek à travers son jeu d'acteur et le film remporte un grand succès international, devenant le biopic musical le plus rentable de l'histoire,. 

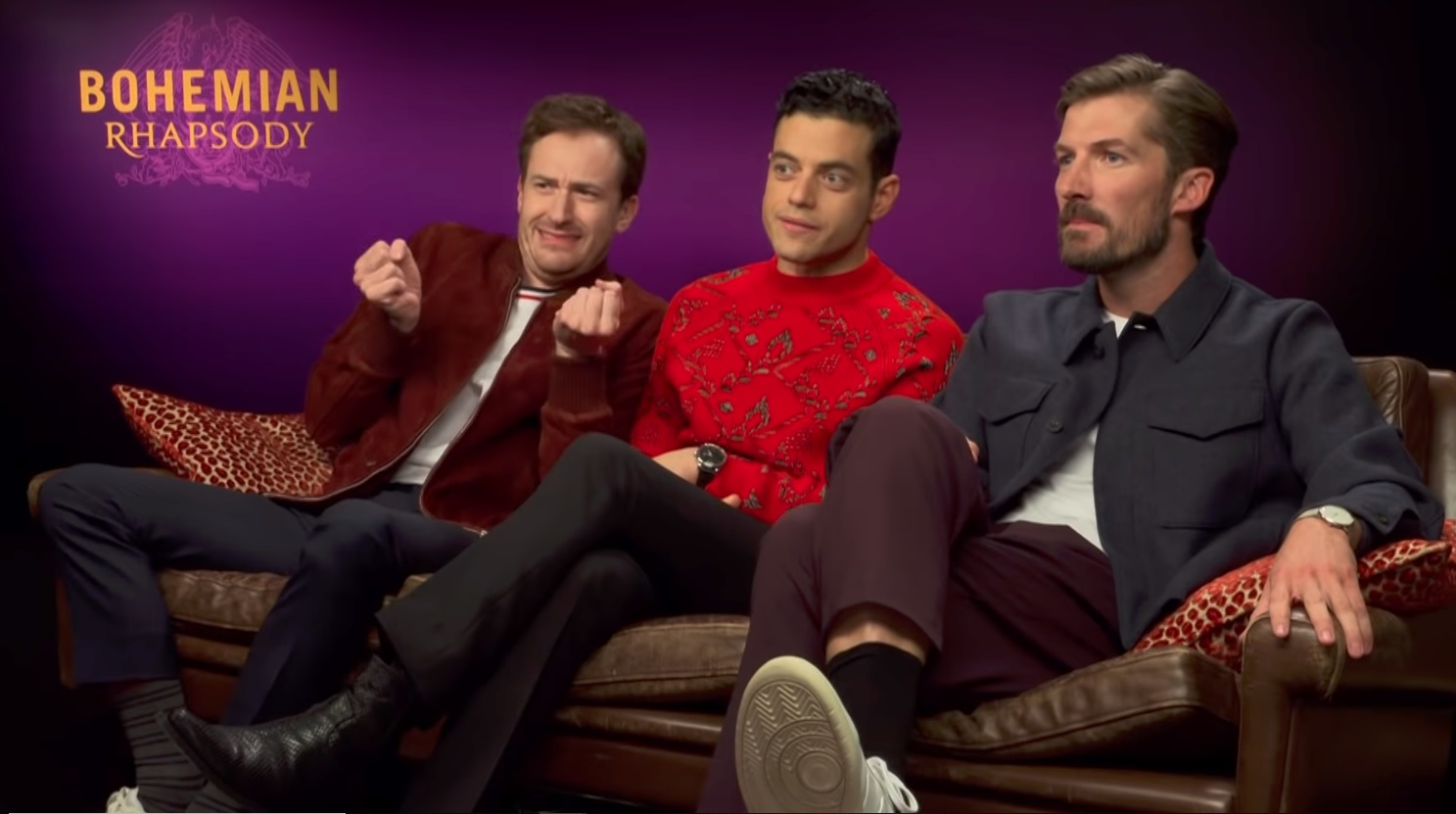
(de gauche à droite) Joe Mazzello, Rami Malek et Gwilym Lee durant la promotion du film Bohemian Rhapsody en 2018.

En 2019, il gagne la catégorie « Meilleur acteur » aux Golden Globes 2019 ainsi qu'aux BAFA 2019 pour son rôle dans le film Bohemian Rhapsody,. Le 22 janvier 2019, Rami Malek est nommé aux Oscars pour Bohemian Rhapsody en tant que « meilleur acteur » et remporte le prix le mois suivant.
En 2021, il joue le rôle du méchant principal du nouveau film de la saga James Bond dans Mourir peut attendre aux côtés de Daniel Craig, Léa Seydoux, Ralph Fiennes ou encore Naomie Harris. Il joue également dans le thriller policier Une affaire de détails (The Little Things) dans lequel il donne la réplique à Denzel Washington et Jared Leto.

## Filmographie

### Cinéma

#### Longs métrages
- 2007 : La Nuit au musée (Night at the Museum) de Shawn Levy : Ahkmenrah
- 2009 : La Nuit au musée 2 (Night at the Museum 2 : Battle of the Smithsonian) de Shawn Levy : Ahkmenrah
- 2011 : Il n'est jamais trop tard (Larry Crowne) de Tom Hanks : Steve Dibiasi
- 2012 : The Master de Paul Thomas Anderson : Clark
- 2012 : Twilight, chapitre V : Révélation, partie 2 (The Twilight Saga: Breaking Dawn – Part 2) de Bill Condon : Benjamin
- 2012 : Battleship de Peter Berg : un officier de garde
- 2013 : Les Amants du Texas (Ain't Them Bodies Saints) de David Lowery : Will
- 2013 : States of Grace de Destin Cretton : Nate
- 2013 : Old Boy de Spike Lee : Doo Doo Brown
- 2014 : Need for Speed de Scott Waugh : Finn
- 2014 : Da Sweet Blood of Jesus de Spike Lee : Seneschal Higginbottom
- 2014 : La Nuit au musée : Le Secret des Pharaons (Night at the Museum : Secret of the Tomb) de Shawn Levy : Ahkmenrah
- 2016 : Buster's Mal Heart (en) de Sarah Adina Smith : Jonah / Buster
- 2017 : Papillon de Michael Noer : Louis Delga
- 2018 : Bohemian Rhapsody de Bryan Singer : Freddie Mercury
- 2020 : Le Voyage du Docteur Dolittle (Dolittle) de Stephen Gaghan : Chee-Chee, la gorille (voix)
- 2021 : Une affaire de détails (The Little Things) de John Lee Hancock : le sergent Jim Baxter
- 2021 : Mourir peut attendre (No Time to Die) de Cary Joji Fukunaga : Lyutsifer Safin
- 2022 : Amsterdam de David O. Russell : Tom Voze
- 2023 : Oppenheimer de Christopher Nolan : David L. Hill
- 2025 : The Amateur de James Hawes : Charles Heller (également producteur délégué)
- 2025 : Nuremberg de James Vanderbilt : le psychiatre Douglas Kelley

#### Court métrage
- 2012 : Back Beyond de Paul Thomas Anderson : Clark

### Télévision

#### Séries télévisées
- 2004 : Gilmore Girls : Andy
- 2005 : Over There : Hassan
- 2005 : Médium (Medium) : Timothy Kercher
- 2005 - 2007 : La Guerre à la maison (The War at Home) : Kenny
- 2010 : 24 Heures chrono (24) : Marcos Al-Zacar
- 2010 : L'Enfer du Pacifique (The Pacific) : Merriell Shelton
- 2012 : Alcatraz : Webb Porter
- 2012 : La Légende de Korra (The Legend of Korra) : Tahno (voix)
- 2014 : Believe : Dr Adam Terry
- 2015 - 2019 : Mr. Robot : Elliot Alderson
- 2017 - 2018 : BoJack Horseman : Flip McVicker (voix)

### Jeux vidéo
- 2014 : La Légende de Korra (The Legend of Korra) : Tahno
- 2015 : Until Dawn : Joshua Washington

## Distinctions

### Récompenses
- Critics' Choice Television Awards 2016 : Meilleur acteur dans une série dramatique pour Mr. Robot
- Gold Derby Awards 2016 :
  - Meilleur acteur principal dans une série télévisée dramatique pour Mr. Robot
  - Meilleure révélation de l'année dans une série télévisée dramatique pour Mr. Robot
- 2016 : Online Film & Television Association Awards du meilleur acteur dans une série télévisée dramatique pour Mr. Robot
- Primetime Emmy Awards 2016 : Meilleur acteur dans une série télévisée dramatique pour Mr. Robot
- 2018 : Los Angeles Online Film Critics Society Awards du meilleur acteur pour Bohemian Rhapsody
- 2018 : North Texas Film Critics Association Awards du meilleur acteur pour Bohemian Rhapsody
- Australian Academy of Cinema and Television Arts Awards 2019 : Meilleur acteur pour Bohemian Rhapsody
- British Academy Film Awards 2019 : Meilleur acteur pour Bohemian Rhapsody
- CinEuphoria Awards (es) 2019 : Lauréat du Prix du Public du meilleur acteur pour Bohemian Rhapsody
- Golden Globes 2019 : Meilleur acteur  pour Bohemian Rhapsody
- 2019 : Iowa Film Critics Association Awards du meilleur acteur pour Bohemian Rhapsody
- 2019 : Online Film & Television Association Awards du meilleur acteur pour Bohemian Rhapsody
- Oscars 2019 : Meilleur acteur pour le rôle de Freddie Mercury pour Bohemian Rhapsody
- 2019 : Festival international du film de Palm Springs de la meilleure révélation masculine pour Bohemian Rhapsody
- 2019 : Festival international du film de Santa Barbara de la meilleure performance pour Bohemian Rhapsody
- Satellite Awards 2019 : Meilleur acteur pour Bohemian Rhapsody
- Screen Actors Guild Awards 2019 : Meilleur acteur pour Bohemian Rhapsody

### Nominations
- 2015 : IGN Summer Movie Awards du meilleur acteur TV dans une série télévisée dramatique pour Mr. Robot
- Critics' Choice Television Awards 2016 : Meilleur acteur dans une série dramatique pour Mr. Robot
- Gay and Lesbian Entertainment Critics Association Awards 2016 : 
  - Meilleure performance masculine de l'année dans une série télévisée dramatique pour Mr. Robot
  - Meilleur espoir de l'année dans une série télévisée dramatique pour Mr. Robot
- 2016 : Gold Derby Awards du meilleur interprète de l'année dans une série télévisée dramatique pour Mr. Robot
- Golden Globes 2016 : Meilleur acteur dans une série dramatique pour Mr. Robot
- 2016 : IGN Summer Movie Awards du meilleur acteur TV dans une série télévisée dramatique pour Mr. Robot
- Satellite Awards 2016 : Meilleur acteur dans une série dramatique pour Mr. Robot
- Screen Actors Guild Awards 2016 : Meilleur acteur dans une série dramatique pour Mr. Robot
- 2016 : Television Critics Association Awards du meilleur interprète de l'année dans une série télévisée dramatique pour Mr. Robot
- Golden Globes 2017 : Meilleur acteur dans une série dramatique pour Mr. Robot
- 2017 : Gold Derby Awards du meilleur acteur principal dans une série télévisée dramatique pour Mr. Robot
- People's Choice Awards 2017 : Acteur TV préféré dans une série télévisée dramatique pour Mr. Robot
- Satellite Awards 2017 : Meilleur acteur dans une série dramatique pour Mr. Robot
- Screen Actors Guild Awards 2017 : Meilleur acteur dans une série dramatique pour Mr. Robot
- 2018 : Austin Film Critics Association Awards du meilleur acteur pour le rôle de Freddie Mercury pour Bohemian Rhapsody
- 2018 : Awards Circuit Community Awards du meilleur acteur dans un rôle principal pour le rôle de Freddie Mercury pour Bohemian Rhapsody
- 2018 : Chicago Film Critics Association Awards du meilleur acteur pour le rôle de Freddie Mercury pour Bohemian Rhapsody
- 2018 : Dallas-Fort Worth Film Critics Association Awards du meilleur acteur pour le rôle de Freddie Mercury pour Bohemian Rhapsody
- 2018 : Detroit Film Critics Society Awards du meilleur acteur pour Bohemian Rhapsody
- 2018 : Dublin Film Critics Circle Awards du meilleur acteur pour Bohemian Rhapsody
- 2018 : IGN Summer Movie Awards du meilleur acteur principal pour Bohemian Rhapsody
- 2018 : Indiewire Critics' Poll du meilleur acteur principal pour Bohemian Rhapsody
- 2018 : Phoenix Critics Circle Awards du meilleur acteur pour Bohemian Rhapsody
- 2018 : San Diego Film Critics Society Awards du meilleur espoir pour Bohemian Rhapsody
- 2018 : San Francisco Film Critics Circle Awards du meilleur espoir pour Bohemian Rhapsody
- 2018 : Seattle Film Critics Awards du meilleur acteur pour Bohemian Rhapsody
- 2018 : St. Louis Film Critics Association Awards du meilleur acteur pour Bohemian Rhapsody
- 2018 : Washington DC Area Film Critics Association Awards du meilleur acteur pour Bohemian Rhapsody
- 2019 : Alliance of Women Film Journalists Awards du meilleur acteur pour Bohemian Rhapsody
- Critics' Choice Movie Awards 2019 : Meilleur acteur pour le rôle de Freddie Mercury pour Bohemian Rhapsody
- 2019 : CinEuphoria Awards (es) du meilleur acteur pour Bohemian Rhapsody
- 2019 : Denver Film Critics Society Awards du meilleur acteur pour Bohemian Rhapsody
- 2019 : Gay and Lesbian Entertainment Critics Association Awards du meilleur acteur pour Bohemian Rhapsody
- 2019 : Georgia Film Critics Association Awards du meilleur acteur pour Bohemian Rhapsody
- 2019 : Gold Derby Awards du meilleur acteur principal pour Bohemian Rhapsody
- 2019 : Houston Film Critics Society Awards du meilleur acteur pour Bohemian Rhapsody
- 2019 : Latino Entertainment Journalists Association Awards de la meilleure performance pour un acteur dans un rôle principal pour Bohemian Rhapsody
- 2019 : MTV Movie Awards de la meilleure performance masculine pour Bohemian Rhapsody
- 2019 : Music City Film Critics' Association Awards du meilleur acteur pour Bohemian Rhapsody
- 2019 : North Carolina Film Critics Association Awards du meilleur acteur pour Bohemian Rhapsody
- Screen Actors Guild Awards 2019 :
  - Meilleur acteur pour Bohemian Rhapsody
  - Meilleure distribution pour Bohemian Rhapsody partagé avec Joseph Mazzello, Allen Leech, Tom Hollander, Aidan Gillen, Mike Myers, Gwilym Lee, Ben Hardy et Lucy Boynton.
- Teen Choice Awards 2019 : Meilleur acteur pour Bohemian Rhapsody
- Golden Globes 2020 : Meilleur acteur dans une série dramatique pour Mr. Robot

## Voix francophones
En version française, Rami Malek est dans un premier temps doublé par Paolo Domingo dans La Guerre à la maison ou encore par Jonathan Amram dans 24 Heures chrono. Par la suite, Alexis Tomassian devient sa voix régulière, le doublant notamment dans L'Enfer du Pacifique, Twilight, chapitre V : Révélation, 2e partie,The Master, Need For Speed, Papillon ou encore Mourir peut attendre. Franck Lorrain le double dans la saga La Nuit au musée.
En parallèle, il est doublé par Damien Witecka dans Alcatraz, Jean-Pierre Leblan dans States of Grace, Julien Lucas dans Mr. Robot ainsi que Sébastien Desjours dans Bohemian Rhapsody et Amsterdam.